# Phân chia Ba Lan
Phân chia Ba Lan-Litva là một loạt ba đợt phân chia diễn ra trong nửa cuối của thế kỷ 18 và cuối cùng kết thúc sự tồn tại của Thịnh vượng chung Ba Lan-Litva. Thời kỳ phân chia này đã loại bỏ chủ quyền Ba Lan và Litva trong 123 năm. Các đợt phân chia đã được tiến hành bởi Đế quốc Nga, Vương quốc Phổ và Habsburg Áo, chia nhau Khối thịnh vượng chung này dần dần trong quá trình thâu tóm lãnh thổ..
Đợt phân chia Ba Lan lần thứ nhất đã quyết định ngày 5 tháng 8 năm 1772. Hai thập kỷ sau đó, quân đội Nga và Phổ tiến vào Khối thịnh vượng chung lần nữa và đợt phân chia thứ hai được ký kết ngày 23 tháng 1 năm 1793. Áo đã không tham dự vào cuộc phân chia này. Đợt phân chia thứ ba xảy ra vào ngày 24 tháng 10 năm 1795 để phản ứng cuộc khởi nghĩa Kosciuszko không thành công năm trước đó. Với đợt phân chia lần này, Khối thịnh vượng chung không còn tồn tại nữa